# Кудайколь (озеро)
Кудайколь — горько-соленое озеро в Павлодарской области Казахстана. Находится в 6 км к югу от села Кудайколь и в 52 км к востоку от города Экибастуз.
Озеро расположено на высоте 87,7 м над уровнем моря и относится к бассейну реки Иртыш. Площадь — 10,8 км²; длина — 4,2 км; ширина — 3,4 км.

## Гидрография
Территория формирования озера Кудайколь относится к склоновому стоку озерных водоемов. С востока в озеро впадают небольшие реки. Характерным для озера уровнем воды является его весенний подъем, начинающийся одновременно с появлением стока талых вод обычно около 5-10 апреля и продолжается 5-10 дней.
Обычный подъём весеннего уровня воды составляет в среднем от 0,5 до 1 м, в многоводные годы в отдельных случаях он может достигать 1-2 м и более.
Озеро Кудайколь имеет повышенную минерализацию и поэтому замерзает позже пресных. Весной лед тает на месте. Средняя дата очищения озера от льда при среднем условии снегонакопления изменяется незначительно в пределах от 27\IV до 3\V.
Весной служит водопоем для животных.